# Alf Schofield
Alf Schofield (Liverpool, 1873 – ...) è stato un calciatore scozzese, di ruolo attaccante.

## Carriera
Attaccante esterno destro, nell'agosto del 1900 si trasferisce dall'Everton al Newton Heath. Esordisce con la nuova maglia il primo settembre 1900 contro il Glossop (0-1), sfida valida per la Second Division 1900-1901.
Vanta 179 presenze e 35 reti tra campionato e FA Cup, divise in 147 incontri di Second Division, 10 partite di First Division e 22 di FA Cup. Dei suoi 35 gol, 5 sono stati segnati allo Stockport County, sua vittima preferita, contro la quale ha giocato in 8 occasioni.
È tra i pochi calciatori nativi di Liverpool a giocare per i Red Devils: gli altri sono William Anderson, Louis Antonio Page, Albert Kinsey, John Gidman, Wayne Rooney e Eric Sweeney.